# Linn Creek
Linn Creek är en ort i Camden County i Missouri. Vid 2010 års folkräkning hade Linn Creek 244 invånare.

## Kända personer från Linn Creek
- Sidney C. Roach, politiker